# D.J. Richardson
Dietrich James Richardson, detto D.J. (Peoria, 11 febbraio 1991), è un ex cestista statunitense, professionista in Europa.

## Palmarès

### Squadra
- Campionato finlandese: 1

Kouvot Kouvola: 2015-16

### Individuale
- Korisliiga MVP straniero: 1

Kouvot Kouvola: 2015-16
- Korisliiga MVP finali: 1

Kouvot Kouvola: 2015-16